# Gymnotus inaequilabiatus
Gymnotus inaequilabiatus är en fiskart som först beskrevs av Valenciennes, 1839.  Gymnotus inaequilabiatus ingår i släktet Gymnotus och familjen Gymnotidae. Inga underarter finns listade i Catalogue of Life.